# Dekanat Kraków-Borek Fałęcki
Dekanat Kraków-Borek Fałęcki – jeden z 45 dekanatów w rzymskokatolickiej archidiecezji krakowskiej. Utworzony został 12 czerwca 2007 roku decyzją ks. kard. Stanisława Dziwisza. Dekanat powstał wskutek podziału dekanatu Kraków–Podgórze oraz dekanatu Kraków–Salwator. Dekretem ks. kard. Stanisława Dziwisza z dnia 26 sierpnia 2014 roku do dekanatu została przyłączona parafia św. Maksymiliana Kolbego w Krakowie-Opatkowicach, a odłączone zostały: parafia Ducha Świętego w Podstolicach i parafia Matki Bożej Fatimskiej w Golkowicach.

## Parafie
W skład dekanatu wchodzi 9 parafii:
- parafia Matki Bożej Zwycięskiej – Kraków-Borek Fałęcki
- parafia św. Jadwigi Królowej – Kraków-Swoszowice
- parafia św. Rafała Kalinowskiego – Kraków-Kliny Zacisze
- parafia Matki Bożej Królowej Polski – Kraków-Kobierzyn
- parafia Podwyższenia Krzyża Świętego – Kraków-Kurdwanów
- parafia Najświętszego Serca Pana Jezusa – Kraków-Łagiewniki
- parafia św. Maksymiliana Kolbego – Kraków-Opatkowice
- parafia Opatrzności Bożej – Kraków-Swoszowice
- parafia Przemienienia Pańskiego – Kraków-Wróblowice

## Rektoraty
- rektorat Matki Bożej Częstochowskiej
- rektorat Bożego Miłosierdzia

## Sąsiednie dekanaty
Kraków–Podgórze, Kraków–Salwator, Mogilany, Skawina